# سوزی کورپوریشن
سوزی کورپوریشن (انگلیسی: SUSE Corporation) شرکت نرم‌افزار آلمانی است، که در سال ۱۹۹۲ تأسیس شد.